# 春野風
春野 風（はるの かぜ）は、日本の男性声優。主にアダルトゲームに声をあてている。

## 出演

### アダルトアニメ
2004年
- パンチラティーチャー（石野勝[1]）

2011年
- 学園3 〜華麗なる悦辱〜（千葉景虎[2]）

### アダルトゲーム
2006年
- 月ノ光 太陽ノ影（高見智也[3]）
- 月ノ光 太陽ノ影 Another Moon（高見智也）[4]

2007年
- 続・殺戮のジャンゴ -地獄の賞金首-（ステファン少佐）
- 長靴をはいたデコ（萩原龍人[5]）

2008年
- D.C.II P.C. 〜ダ・カーポII〜 プラスコミュニケーション（リオ・フォーカスライト）

2009年
- D.C.II Fall in Love 〜ダ・カーポII〜 フォーリンラブ （リオ・フォーカスライト）

2010年
- 星空へ架かる橋（南国原大吾[6]）

2011年
- 赤ずきんと迷いの森（きつねさん[7]）
- 神咒神威神楽（摩多羅夜行[8]）

2012年
- 星空へ架かる橋AA（南国原大吾[9]）

2014年
- 鳥籠のマリアージュ（三枝翔太[10]）
- 君がため、恋し乱れし月の華（黒鳶）

2016年
- 千の刃濤、桃花染の皇姫（鴇田宗仁）[11]

### BLゲーム
2006年
- Lamento -BEYOND THE VOID-（アサト）

時期不明
- キラル盛（アサト）

2008年
- sweet pool（崎山蓉司）

2010年
- 熱砂ノ楽園（カリム・ラシード[12]）

### BLCD
- Lamento -BEYOND THE VOID-（アサト）
  - Lamento -BEYOND THE VOID- DRAMA CD Vol.1 - 3[13][14][15]
  - Lamento -BEYOND THE VOID- Drama CD ラブラブラメント学園
  - Drama CD Lamento -BEYOND THE VOID- Rhapsody to the past
  - Drama CD convenience store LAMENTO[16]
- sweet pool（崎山蓉司）
  - sweet pool Drama CD -everblue-[17]
  - sweet pool 〜駒波学園 学園祭〜[18]

### ドラマCD
- 赤ずきんと迷いの森 ドラマCD 〜Something else〜（きつねさん[19]）
- CHiRAL CAFEへようこそ（崎山蓉司、アサト）

### ラジオ
- 星空へ架かるラジオ